# Словацькі електростанції
Словацькі електростанції також Slovenské elektrárne, a.s.  - електрична комунальна компанія, що базується в Братиславі (Словацька Республіка), та наступниця колишньої державної монополії. Експлуатує атомні, гідроелектростанції та електростанції на викопному паливі. З липня 2016 року 66% акцій Slovenské elektrárne належать Slovak Power Holding BV, компанії, заснованій і 50:50 % контрольованій чеською промисловою групою Energetický a průmyslový holding та італійською енергетичною компанією Enel. 

## Господарські угоди
Словацькі електростанції (Slovenské elektrárne) підписали ділову угоду з Consorzio Paleocapa 12 вересня 2010 року про майбутню співпрацю в експлуатації електростанцій на викопному паливі в Італії та Словаччині. 

## Історія
Після падіння комунізму Slovenské elektrárne було засновано як правонаступник Словацької енергетичної компанії в 1994 році .
До запланованої приватизації SE, Словацька система передачі електроенергії (SEPS) була відокремлена від компанії 21 січня 2002 р. 
До майбутньої приватизації ДП Enel деякі ядерні активи також були відокремлені від Slovenské elektrárne. Станом на 7 липня 2005 року було створено GovCo. З 1 квітня 2006 року компанія «взяла на себе відповідальність за експлуатацію атомної електростанції V1, виведення з експлуатації атомних електростанцій, поводження з радіоактивними відходами та відпрацьованим ядерним паливом». Пізніше вона була перетворена в Атомну і виведену з експлуатації компанію (JAVYS) .

## Виробництво
У 2015 році Slovenské elektrárne виробило 22 105 ГВт-год (гігават-годин) електроенергії, з яких найбільша частка - до 15 499 ГВт-год - була вироблена на атомних електростанціях в Моховце та Ясловських Богуніцях. Компанія заявляє, що виробляє 91% поставленої електроенергії без викидів парникових газів - на атомних, гідроелектростанціях, фотоелектричних електростанціях та спільному спалюванні біомаси. 